# ロシアの世界遺産
 ロシアの世界遺産 （ロシアのせかいいさん）はユネスコの世界遺産に登録されているロシア国内の文化・自然遺産の一覧。

## 文化遺産
- サンクトペテルブルク歴史地区と関連建造物群 - （1990年）
- キジー・ポゴスト（キジ島の木造教会建築） - （1990年）
- モスクワのクレムリンと赤の広場 - （1990）
- ノヴゴロドと周辺の文化財 - （1992年）
- ソロヴェツキー諸島の文化的・歴史的遺産群 - （1992年）
- ウラジーミルとスーズダリの白亜の建造物群 - （1992年）
- セルギエフ・パサドの至聖三者聖セルギイ大修道院の建造物群 - （1993年）
- コローメンスコエの主の昇天教会 - （1994年）
- クルシュー砂州 - （2000年）[1]
- フェラポントフ修道院の建造物群 - （2000年）
- カザン・クレムリンの歴史的・建築的複合体 - （2000年）
- デルベントのシタデル、古代都市、要塞建築物群 - （2003年）
- ノヴォデヴィチ修道院の建造物群 - （2004年）
- ヤロスラヴリの歴史地区 - （2005年）
- シュトルーヴェの測地弧 - （2005年）[2]
- ボルガルの歴史的考古学的遺産群 - （2014年）
- スヴィヤジツクの集落島の生神女就寝大聖堂と修道院 - （2017年）
- プスコフ建築派の聖堂群 -（2019年）
- オネガ湖と白海のペトログリフ -（2021年）

## 自然遺産
- コミの原生林 - （1995年）
- バイカル湖 - （1996年）
- カムチャツカの火山群 - （1996年、拡大2001年）
- アルタイの黄金山地 - （1998年）
- 西カフカース - （1999年）
- シホテアリニ山脈中央部 - （2001年、2018年拡大）
- ウヴス・ヌール盆地 - （2003年）[3]
- ウランゲル島保護区の自然体系 - （2004年）
- プトラナ台地 - （2010年）
- レナ石柱自然公園 - （2012年）
- ダウリヤの景観群 - （2017年）[3]

## 複合遺産
なし

## ギャラリー

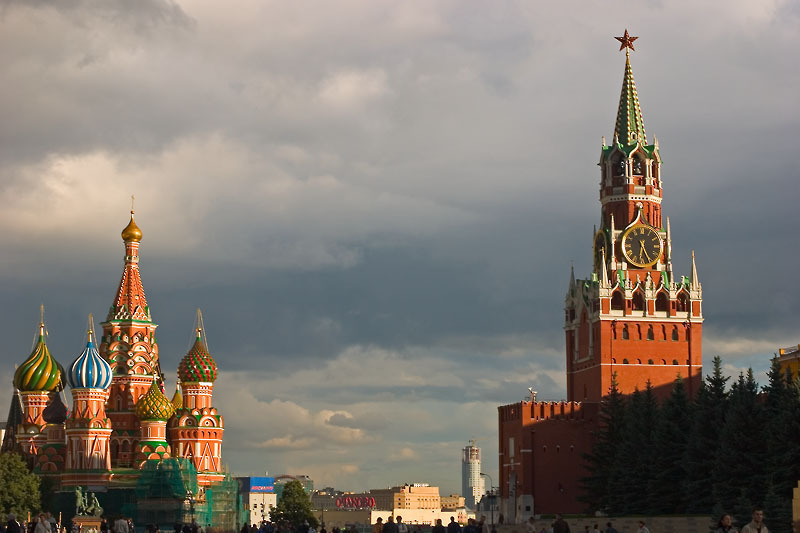
モスクワ、赤の広場。左はワシリー大聖堂
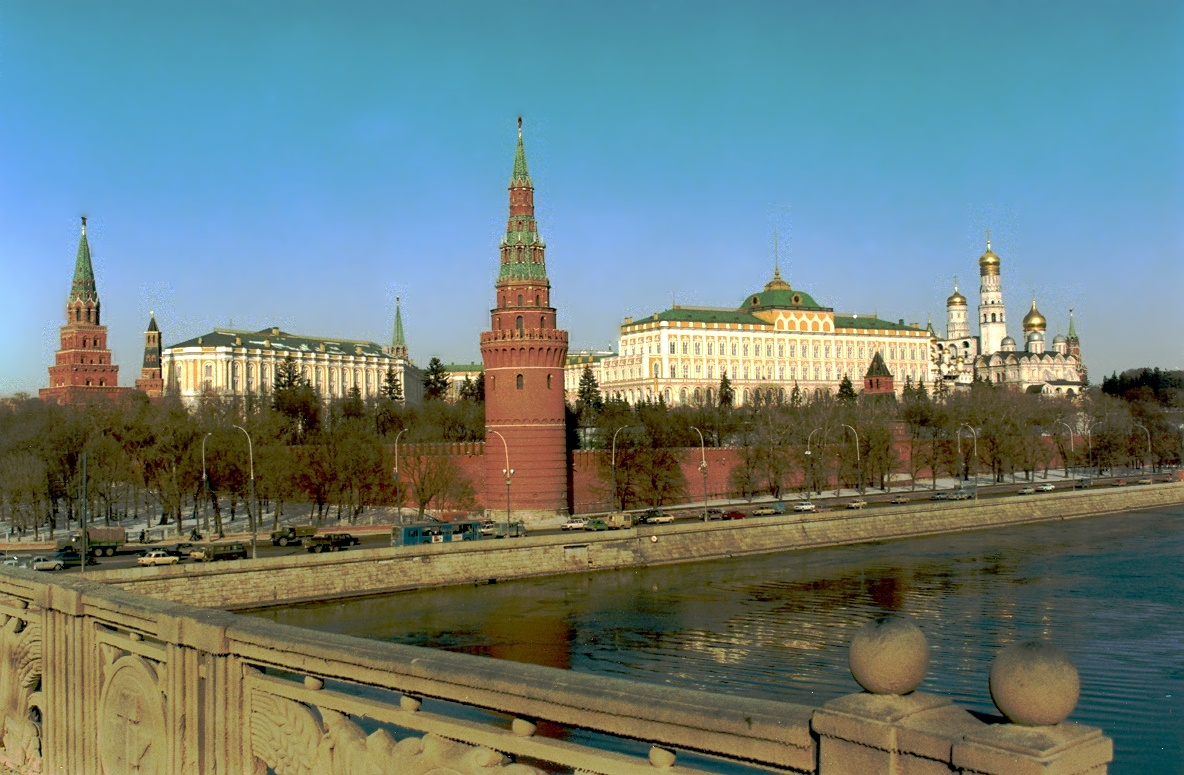
モスクワ、クレムリン宮殿
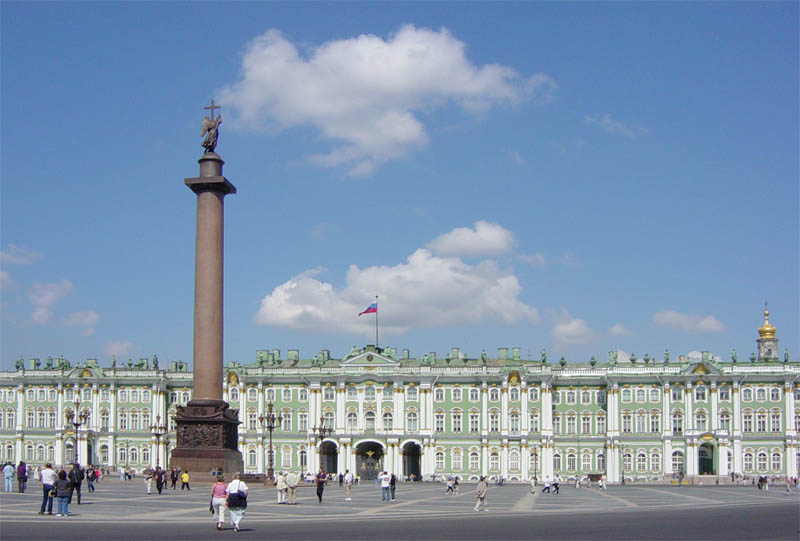
サンクトペテルブルク冬宮
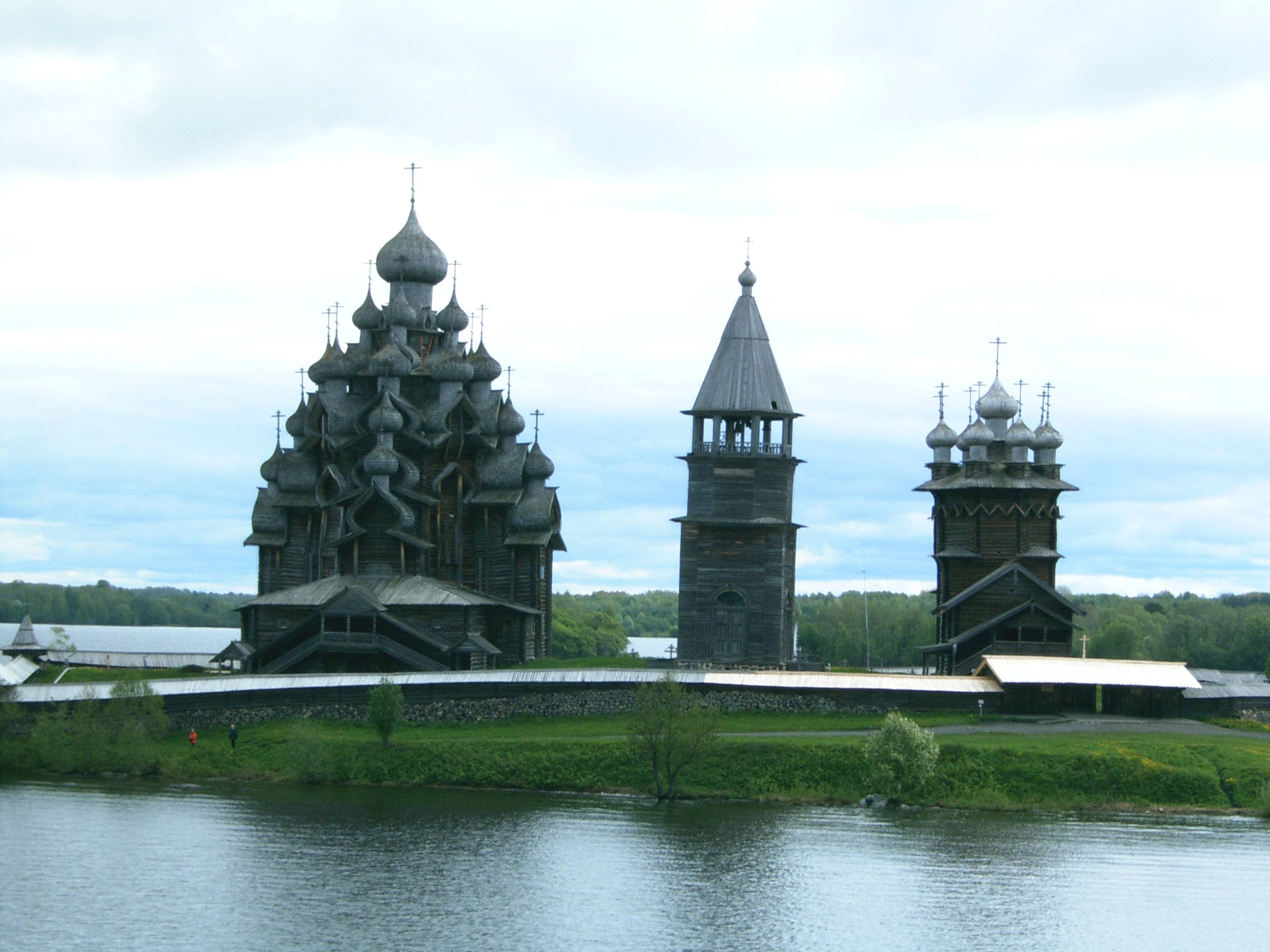
キジー・ポゴストの木造教会建築アンサンブル
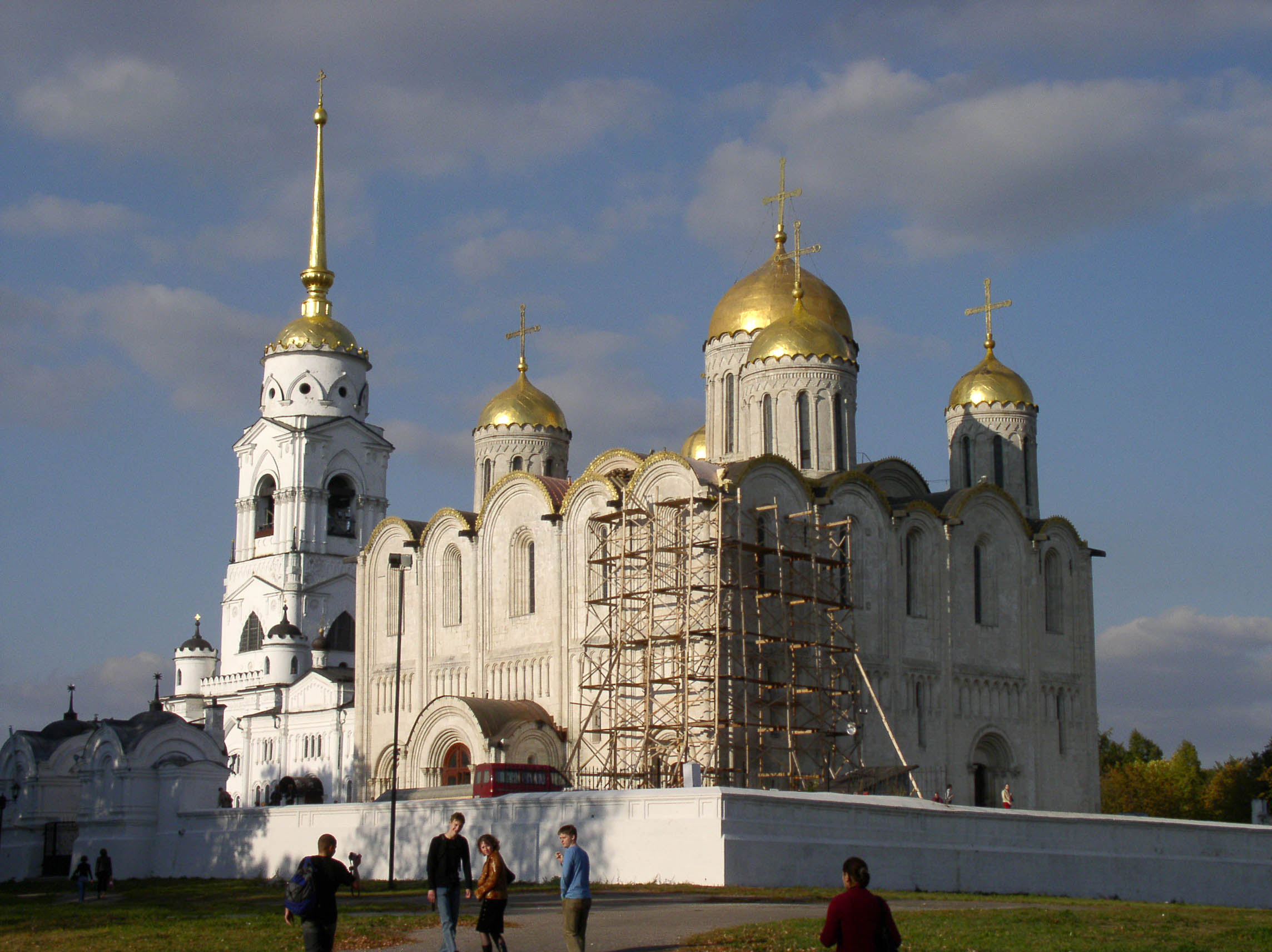
ウラディーミルの生神女就寝大聖堂
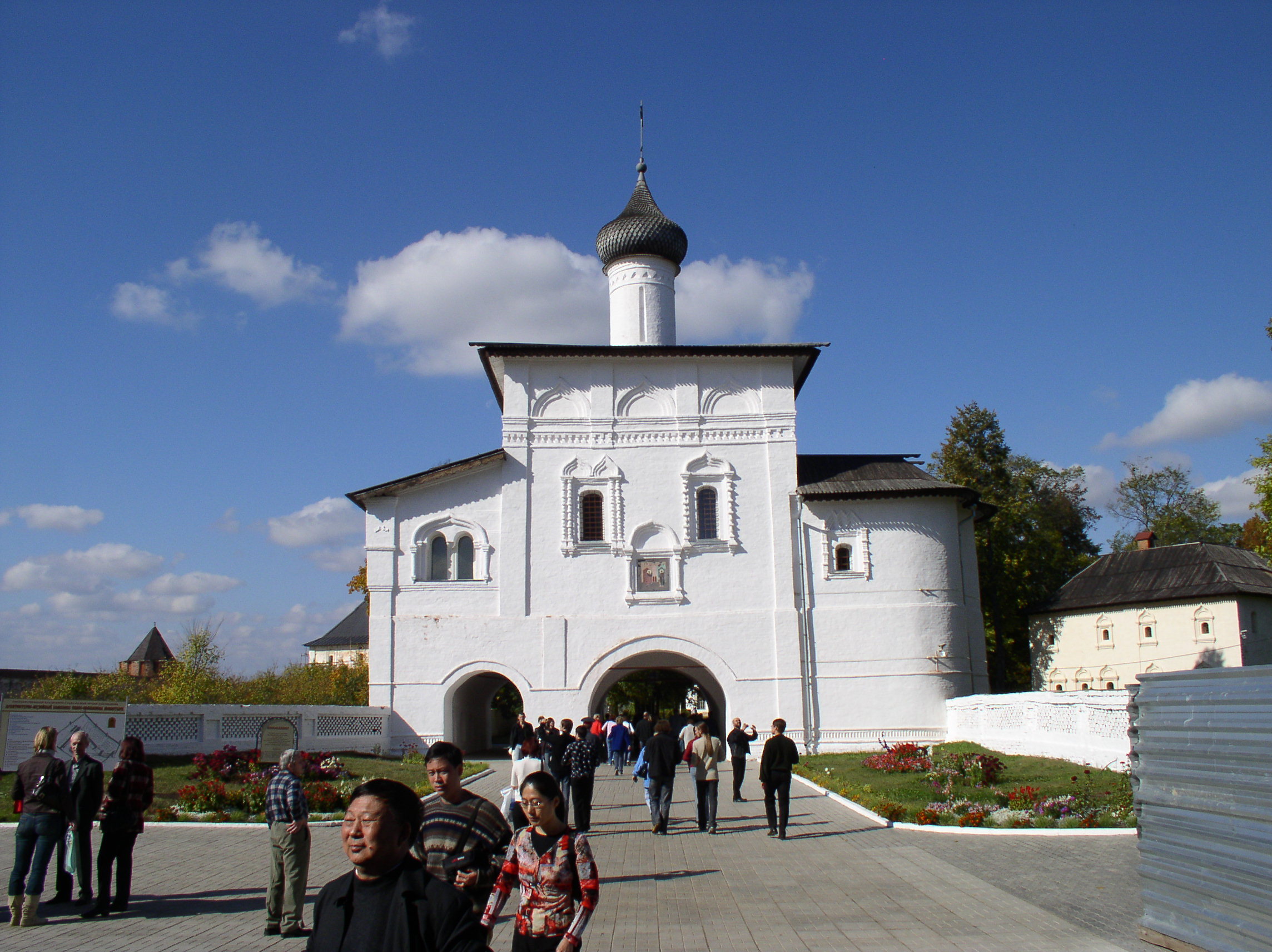
スズダリの生神女福音聖堂
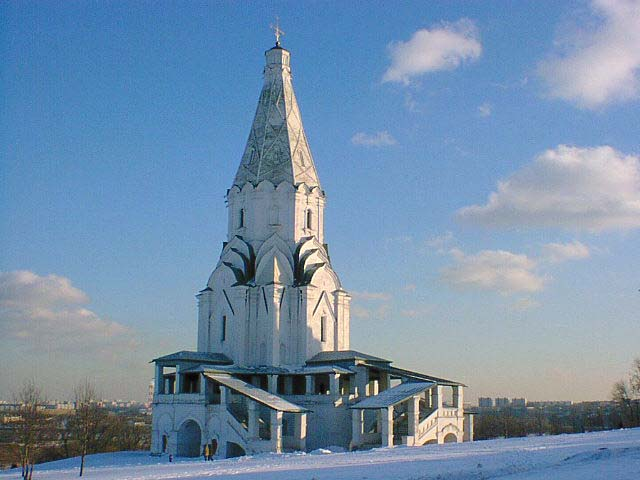
コローメンスコエの主昇天教会（ヴォズネセーニエ教会）
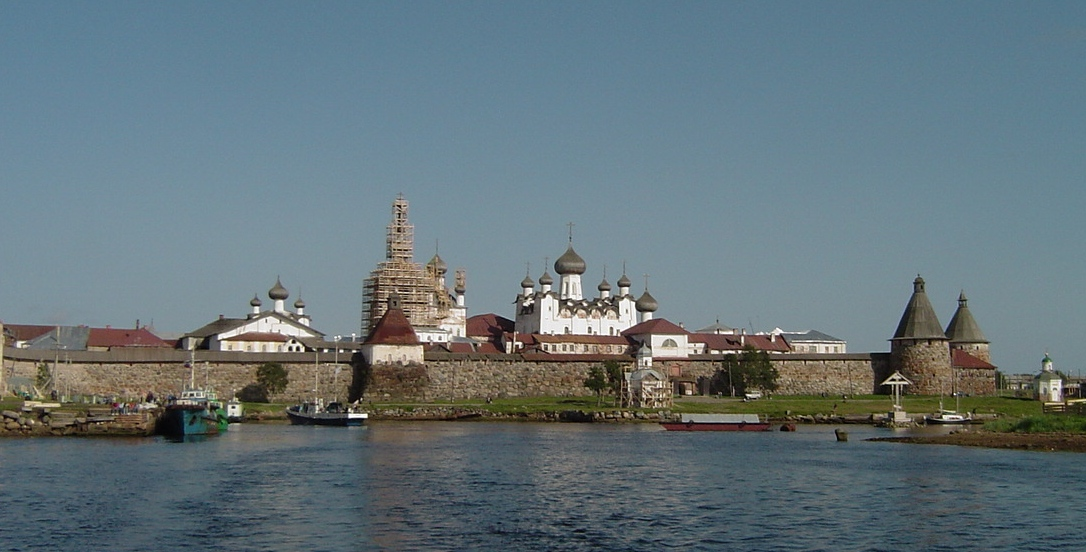
白海から臨むソロヴェツキー諸島の建築
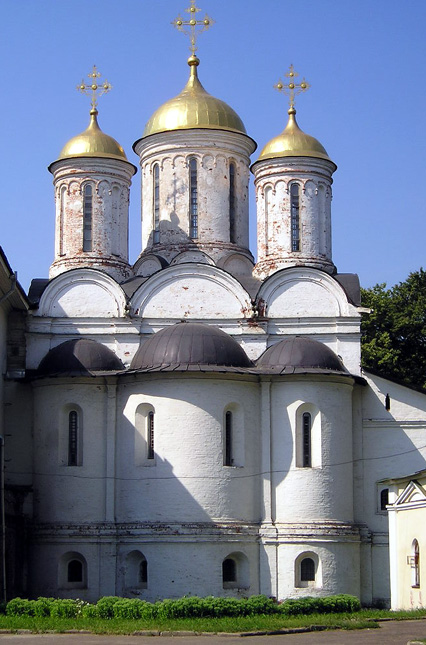
ヤロスラヴリの救世主修道院大聖堂
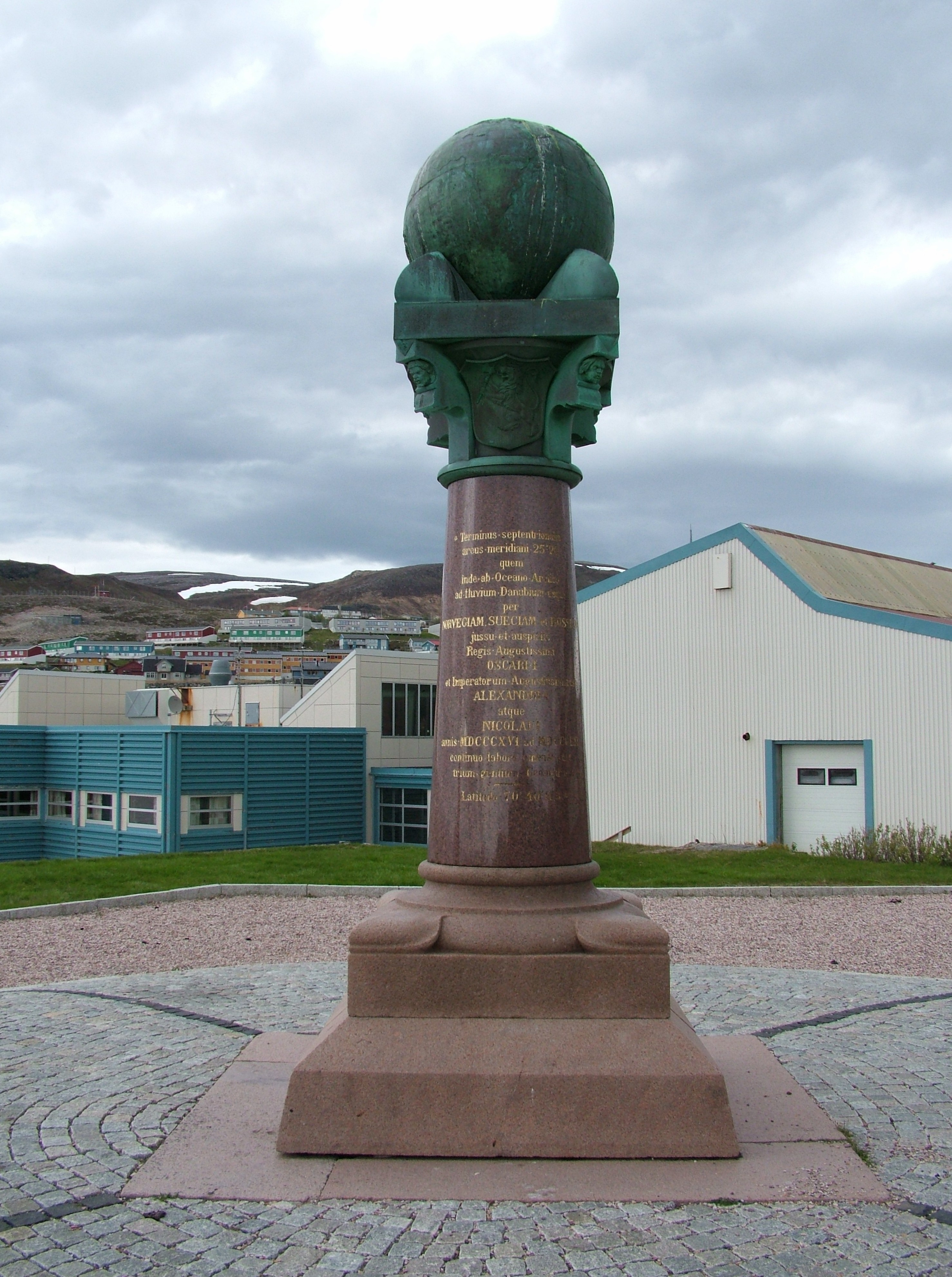
シュトルーヴェの測地弧
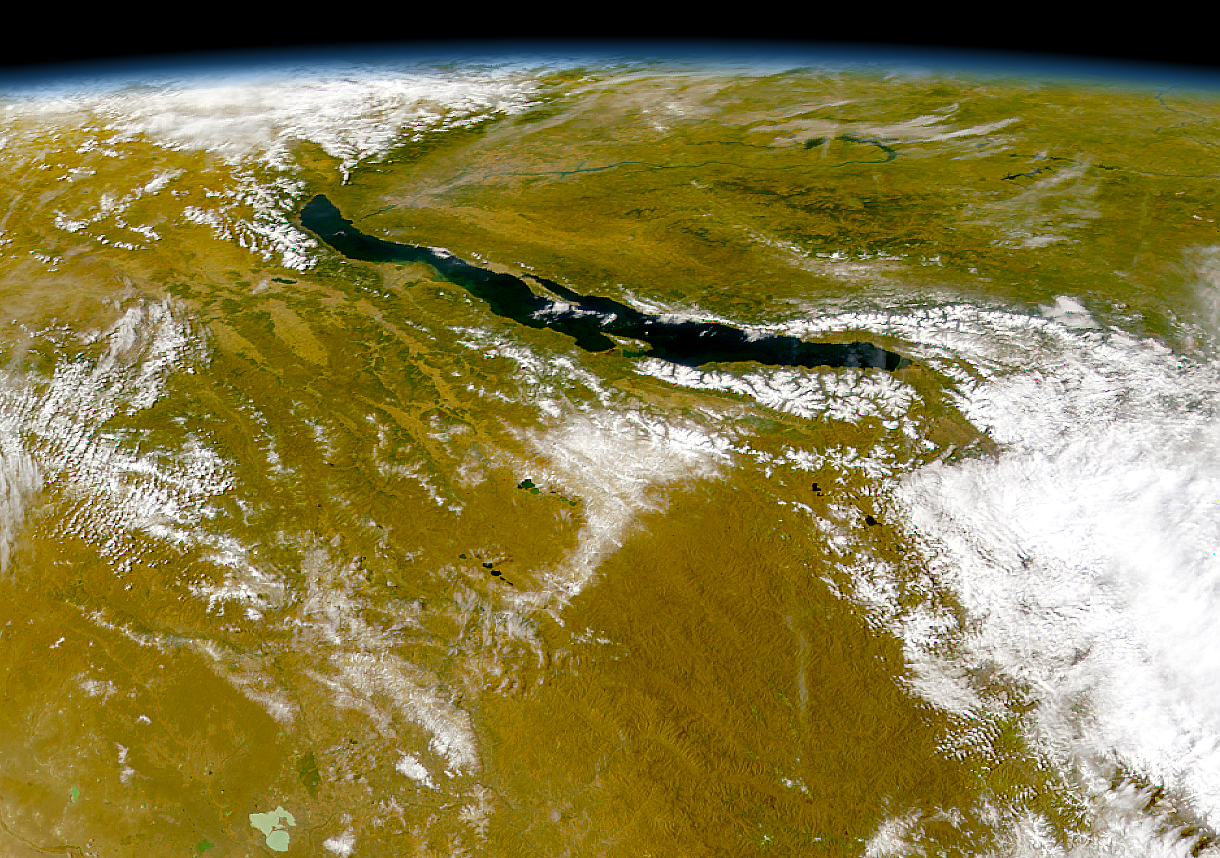
上空から見たバイカル湖
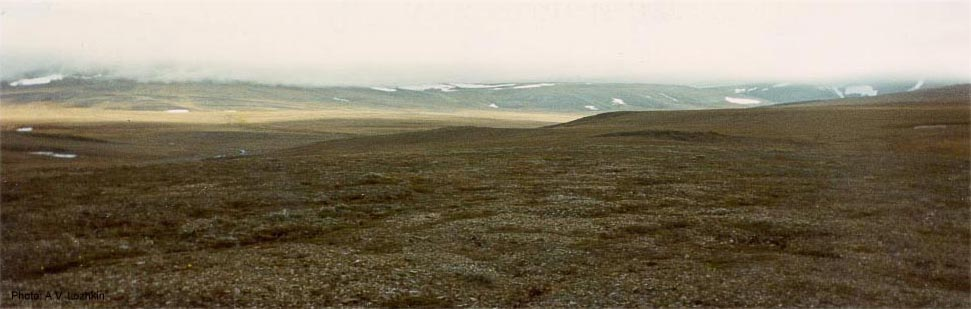
ウランゲル島のツンドラ
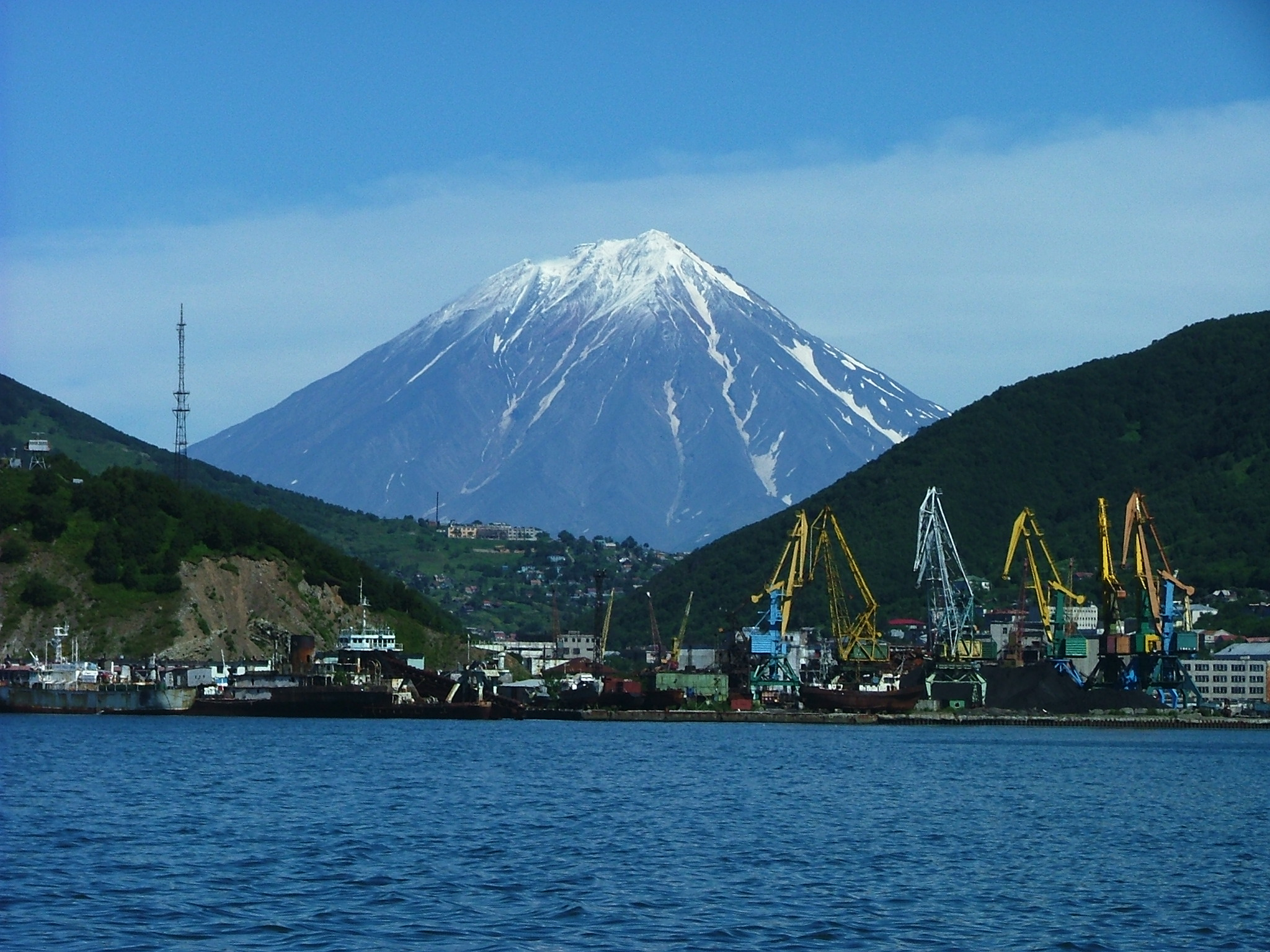
「カムチャツカ富士」の別名を持つコリャーク（コリャークスキー）山